# Taraxacum speciosum
Taraxacum speciosum — вид квіткових рослин з родини айстрових (Asteraceae). Вид зростає в Європі: Бельгія, Данія, Фінляндія, Велика Британія, Нідерланди, Норвегія, Польща, Швеція; це багаторічна рослина помірних біомів.